# Montana-Territorium

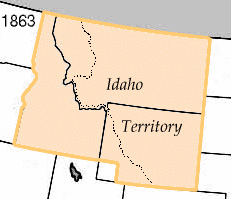
Das Gebiet des Idaho-Territoriums vor 1864

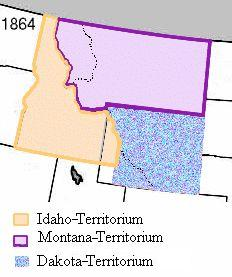
Die Grenzen der daraus 1864 entstandenen Territorien Idahos und Montanas, ein Teil wurde dem Dakota-Territorium zugeteilt

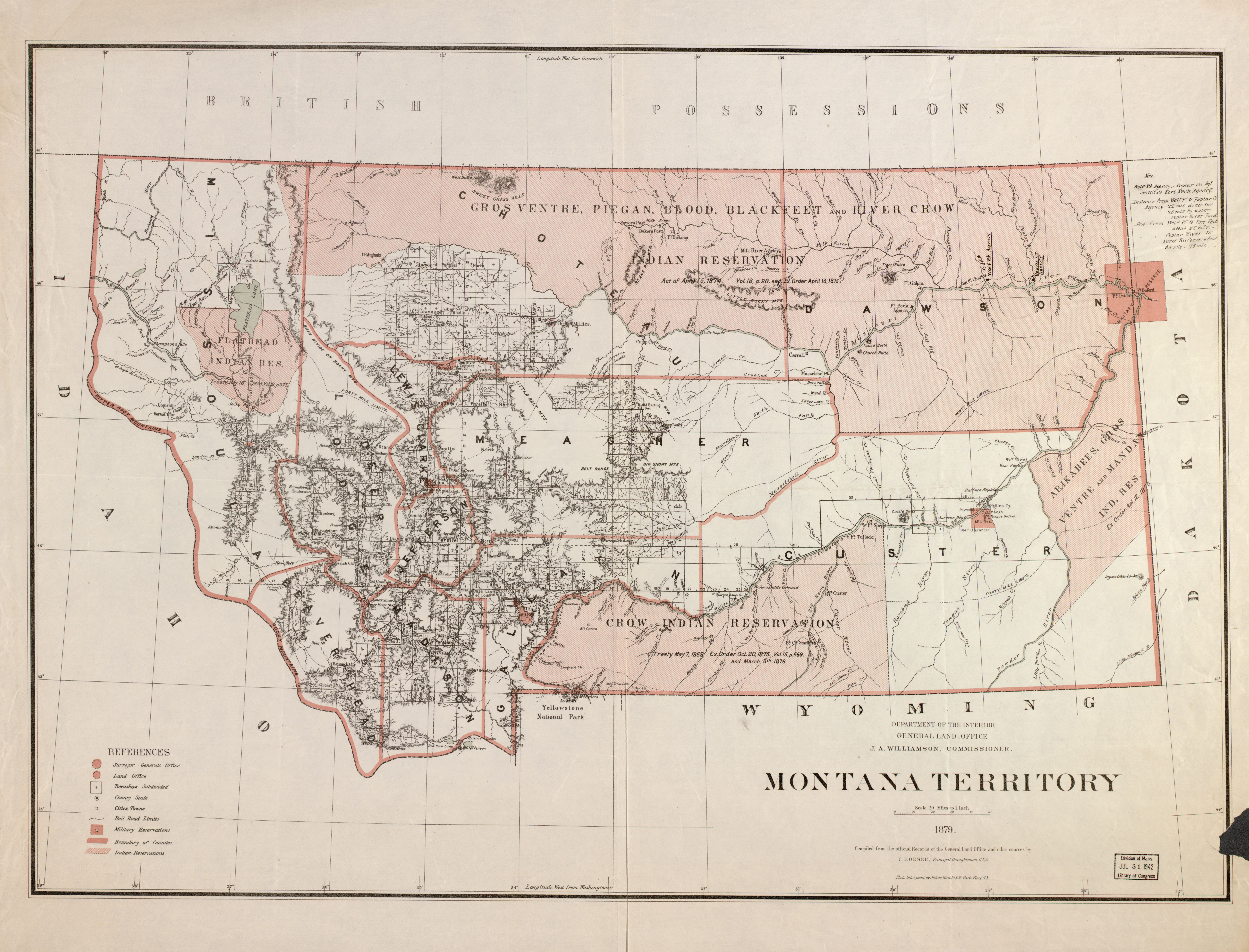
Historische Karte des Montana-Territoriums aus dem Jahr 1879.

Das Montana-Territorium (engl. Montana Territory) ist ein historisches Hoheitsgebiet im Nordwesten der Vereinigten Staaten, welches am 28. Mai 1864 aus Teilen des Idaho-Territoriums gebildet wurde. Es bestand bis zum 8. November 1889, als das Territorium als 41. Bundesstaat Montana in die Union aufgenommen wurde.

## Geschichte
Die Gebiete westlich der kontinentalen Wasserscheide gehörten bis 1864 zum Idaho-Territorium, die östlich gelegenen Gebiete waren Teile des Dakota-Territoriums und des Nebraska-Territoriums. Diese östlichen Gebiete waren im Jahr 1803 durch den sogenannten Louisiana Purchase durch Präsident Thomas Jefferson an die USA gekommen. Die westlichen Gebiete erwarben die USA im Jahr 1846 in den so genannten Oregon-Verträgen. Im Laufe der Zeit wurde das riesige Gebiet in verschiedene Territorien aufgeteilt. Auf diese Weise waren die drei Vorgänger-Territorien des Montana-Territoriums entstanden. Am 28. Mai 1864 unterzeichnete Präsident Abraham Lincoln die Gründungsurkunde des Montana-Territoriums.
In der 25-jährigen Geschichte des Gebietes wurde das Land von insgesamt neun Territorialgouverneuren regiert. Als Hauptstadt diente zunächst Bannack, dann seit 1865 Virginia City und ab 1875 Helena. Am 8. November 1889 wurde das Gebiet nahezu unverändert als neuer Bundesstaat in die Vereinigten Staaten aufgenommen. Joseph Toole wurde zum ersten Gouverneur des Staates gewählt.

## Gouverneure
| # | Gouverneur              | Partei                 | Amtsantritt   | Amtsende      | Ernannt durch     | Anmerkungen                                                                        |
| - | ----------------------- | ---------------------- | ------------- | ------------- | ----------------- | ---------------------------------------------------------------------------------- |
| 1 | Sidney Edgerton         | Republikanische Partei | 22. Juni 1864 | 12. Juli 1866 | Abraham Lincoln   | verließ das Territorium im September 1865 und kehrte 25 Jahre nicht zurück         |
| 2 | Green Clay Smith        | Demokratische Partei   | 13. Juli 1866 | 9. Apr. 1869  | Andrew Johnson    | amtierte nur zwischen Oktober 1866 und Sommer 1868                                 |
| 3 | James Mitchell Ashley   | Republikanische Partei | 9. Apr. 1869  | 12. Juli 1870 | Ulysses S. Grant  | aus unklaren Gründen des Amtes enthoben durch Ulysses S. Grant Mitte Dezember 1869 |
| 4 | Benjamin Franklin Potts | Republikanische Partei | 13. Juli 1870 | 14. Jan. 1883 | Ulysses S. Grant  |                                                                                    |
| 5 | John Schuyler Crosby    | Republikanische Partei | 15. Jan. 1883 | 15. Dez. 1884 | Chester A. Arthur |                                                                                    |
| 6 | B. Platt Carpenter      | Republikanische Partei | 16. Dez. 1884 | 13. Juli 1885 | Chester A. Arthur |                                                                                    |
| 7 | Samuel Thomas Hauser    | Demokratische Partei   | 14. Juli 1885 | 7. Feb. 1887  | Grover Cleveland  |                                                                                    |
| 8 | Preston Hopkins Leslie  | Demokratische Partei   | 8. Feb. 1887  | 8. Apr. 1889  | Grover Cleveland  |                                                                                    |
| 9 | Benjamin Franklin White | Republikanische Partei | 9. Apr. 1889  | 8. Nov. 1889  | Benjamin Harrison |                                                                                    |